# 8395 Rembaut
8395 Rembaut este un asteroid din centura principală de asteroizi.

## Descriere
8395 Rembaut este un asteroid din centura principală de asteroizi. A fost descoperit pe 9 octombrie 1993 la Observatorul La Silla de Eric Walter Elst. El prezintă o orbită caracterizată de o semiaxă mare de 2,24 ua, o excentricitate de 0,10 și o înclinație de 1,9° în raport cu ecliptica.